# TMSB4Y
TMSB4Y (англ. Thymosin beta 4, Y-linked) – білок, який кодується однойменним геном, розташованим у людей на Y-хромосомі. Довжина поліпептидного ланцюга білка становить 44 амінокислот, а молекулярна маса — 5 013.
| 10         |  | 20         |  | 30         |  | 40         |  | 50   |
| ---------- |  | ---------- |  | ---------- |  | ---------- |  | ---- |
| MSDKPGMAEI |  | EKFDKSKLKK |  | TETQEKNPLS |  | SKETIEQERQ |  | AGES |

A: Аланін

D: Аспарагінова кислота

E: Глутамінова кислота

F: Фенілаланін

G: Гліцин

I: Ізолейцин

K: Лізин

L: Лейцин

M: Метіонін

N: Аспарагін

P: Пролін

Q: Глутамін

R: Аргінін

S: Серин

Білок має сайт для зв'язування з молекулою актину. 
Локалізований у цитоплазмі, цитоскелеті.